# 김석훈 (아나운서)
김석훈(金石勳, 1962년 12월 13일 ~ )은 대한민국의 KBS목포방송국의 아나운서이다.

## 경력
- 1988년 ~ 현재 : KBS목포방송국 16기 아나운서

## 방송진행

### TV
- KBS 뉴스 7 목포
- KBS 뉴스 9 목포

### 라디오
- KBS 목포 제1라디오 라디오상담실
- KBS 목포 제1라디오 라디오매거진 오늘
- KBS 목포 제1라디오 유달산의 메아리
- KBS 목포 제1라디오 올뫼나루 사랑방
- KBS 목포 제1라디오 출발서해안시대
- KBS 목포FM FM 음악의 재발견 제작